# グレイヴィル競馬場
グレイヴィル競馬場（アフリカーンス語・英語：Greyville Racecourse）は、南アフリカ共和国クワズール・ナタール州ダーバンにある競馬場である。

## 概要
1844年に、最初の競走が開催された。
1996年からは、南アフリカで初めて照明塔を導入し、平日のナイトレースも行われるようになった。

## コース形態
変形的な洋梨の形をした右回りの芝コースで、1周2800m、直線約450m、幅員27mである。　

## 主な競走
- ダーバンジュライ
- ウーラヴィントン2000
- デイリーニューズ2000
- ガーデンプロヴィンスステークス